# Di Vittorio (metropolitana di Napoli)
Di Vittorio sarà una stazione delle linee 1, 10, e 11 della metropolitana di Napoli.
Si trova nel quartiere di San Pietro a Patierno, tra Piazza Giuseppe Di Vittorio (detta anche Piazza Capodichino) e viale Comandante Umberto Maddalena (San Pietro a Patierno).

## Storia
È l'ultima delle quattro stazioni progettate da Antonio Nanu e la cui costruzione è stata affidata ad EAV, per permettere la chiusura dell'anello della linea 1 (gestita da ANM) e la prosecuzione della linea 11 verso il centro di Napoli, ripercorrendo il tracciato della vecchia Alifana bassa; le altre tre sono Miano, Regina Margherita e Secondigliano.
L'apertura della stazione permetterà la chiusura dell'anello metropolitano della linea 1 collegando di fatto le stazioni dell'area nord con l'Aeroporto ed il centro città senza effettuare il giro completo della linea.
Nonostante la stazione facesse parte del progetto avviato nel 2001, la costruzione della tratta ha visto la graduale apertura dei cantieri da ovest ad est, motivo per cui il primo cantiere ad essere aperto è stato quello tra Piscinola-Scampia e Miano, mentre il cantiere a Di Vittorio sarebbe stato l'ultimo in ordine cronologico ad essere inaugurato. Per questo motivo, complice anche il blocco dei cantieri avvenuto il 2 luglio 2010 per mano della giunta Caldoro ed il successivo sblocco solo 7 anni dopo, il 22 aprile 2017, avvenuto grazie all'intervento della giunta De Luca e di EAV, i lavori sono cominciati solo nel 2019 con l'abbattimento di una parte del muro di cinta dell'aeroporto militare di Capodichino e lo scavo del pozzo di stazione., in concomitanza con la conclusione dello scavo del tunnel di collegamento tra le stazioni Di Vittorio e Capodichino e la conseguente chiusura dell'anello.

## Strutture e impianti
È prevista la creazione di una nuova strada che, tramite una rotonda posta sopra al punto d'inizio del tunnel di collegamento tra le stazioni di Piscinola e Miano, ricalcherà il vecchio tracciato dell'ex Alifana bassa, collegando l'Asse perimetrale di Melito-Scampia e via Vecchia Miano Piscinola a Cupa Grande e via Miano, e proseguendo come percorso ciclopedonale verso viale Comandante Umberto Maddalena incrociando Cupa della Vedova, via Regina Margherita, via Abate Gioacchino, via del Sabotino (costeggiando la stazione Regina Margherita), via dell'Ortigara, via Monviso, via Monte Grappa, via San Francesco a San Lorenzo, via Giaime Pintor (costeggiando la stazione Secondigliano), viale Privato Onorevole Luigi Amato, viale Privato Agrelli, via Comunale Vecchia di Miano per poi infine scavalcare la Calata Capodichino tramite un ponte che andrà a sostituire l'antico ponte dell'ex Alifana, abbattuto nel 2019 a causa delle condizioni di degrado in cui versava.

## Interscambi
- Fermata autobus